# 善化寺
40°05′10″N 113°17′37″E / 40.08611°N 113.29361°E
善化寺，俗称南寺，是山西省大同市古城内的一所佛寺，位于永泰门（南城门）内西侧，平城区南寺街6号（永泰门内街西段北侧），东侧靠近永泰街，西近楼房巷，北临教场街，内有一座辽代木构和三座金代木构建筑，具有极高的文物价值，1961年被列为第一批全国重点文物保护单位。现为大同市古建筑文物保管所办公所在地。

## 历史
善化寺创建于唐开元年间，敕名“开元寺”。后晋初改名“大普恩寺”。辽保大二年（1122年）金兵攻城时遭兵火破坏，金天会戊申（1128年），释圆满重建，历时十四年，至皇统三年（1143年）修复。明正统十年（1445年）重修，敕名“善化寺”。清康熙四十七至五十五年（1708-1716年）又有修缮。2007年3月至11月对三圣殿进行大修。

## 建筑
善化寺坐北朝南，占地面积13900多平方米。沿中轴线上依次排列着山门、三圣殿、大雄宝殿。大雄宝殿两侧有观音殿和地藏殿，大雄宝殿前东西两侧为普贤阁和文殊阁遗址。其中，大雄宝殿为辽代建筑，天王殿、三圣殿与普贤阁俱为金代建筑。

### 山门（天王殿）
善化寺山门建于金天会、皇统年间，是中国现存最大的金代佛寺山门，也是罕见的庑殿顶寺庙山门。殿内有明代塑像四大天王，故也作为天王殿。面阔五间（29.10米），进深二间（11.30米），单檐庑殿顶。檐下设单杪单下昂五铺作斗拱。明间南北前后相对开门，殿前后各悬额一方，前为“善化古寺”，后为“威德护世”。殿内四大天王坐像为明代塑像。
- 山门
- 山门北面
- 山门转角铺作
- 山门后檐柱头铺作和补间铺作

### 三圣殿
三圣殿因供奉华严三圣而得名，重建于金天会、皇统年间。面阔五间（32.5米），进深四间八椽（19.2米），单檐庑殿顶。屋顶的弧度很大，形成优美的弧线；而屋檐也形成优美的曲线。三圣殿前檐铺作硕大，为六铺作单杪双下昂、重栱计心造，东、西次间的补间铺作作三杪，每跳均出45°斜栱，如同层层叠叠盛开的莲花，具有极强的装饰性。两朵硕大的莲花斗拱，构成奇观，是金代建筑中最漂亮的铺作。梁思成评价其“含有无限力量，颇足以表示当时方兴未艾之朝气”。殿内梁架彻上露明造。殿内部采用减柱、移柱手法，共减柱八根，使得殿内梁架结构发生变化，在六椽栿上立蜀柱支撑四椽栿。
殿内西侧有金碑二通，其中《大金西京大普恩寺重修大殿记》碑刻于金大定十六年（1176年），碑文由朱弁所写，《释迦如来成道记》碑刻于金明昌元年（1190年），碑文为唐代王勃所撰。
- 三圣殿
- 三圣殿转角铺作
- 三圣殿次间补间铺作
- 三圣殿内部

### 大雄宝殿
善化寺的大雄宝殿是辽代遗构，台基砖构，高2.24米，殿前有宽阔的月台，台前左右为明万历时增建的钟楼和鼓楼。大殿面宽七间（41.8米），进深五间（26.18米），单檐庑殿顶，是中国古代现存第三大的佛殿（最大的佛殿为善化寺西北的华严寺大雄宝殿;第二大佛殿为辽宁义县奉国寺大雄宝殿）。檐下斗栱为五铺作出双杪、重栱计心造，除当心间做平棊、藻井外，殿内梁架彻上露明造。
大雄宝殿中现存塑像三十四尊，皆为金代泥塑，有五方佛和弟子迦叶、阿难像，东西两侧有二十四诸天像，梁思成评价“殿内诸像，雕塑甚精美，姿态神情，各尽其妙”。大殿内还有清康熙年间重修时所绘壁画约190平方米。
- 大雄宝殿台阶、木牌坊
- 大雄宝殿
- 大雄宝殿前檐柱头铺作和补间铺作
- 大雄宝殿转角铺作
- 大雄宝殿鸱吻
- 大雄宝殿走兽

### 普贤阁
普贤阁位于三圣殿的西侧后方，建于金贞元二年（1154年），重檐歇山顶，面宽进深各三间。普贤阁外观为二层楼阁，但在两个明层之间，增建一平座暗层。
普贤阁的铺作形制特殊，上檐次间的柱头铺作与补间铺作、转角铺作通过瓜子拱连为一体，较为少见。
- 普贤阁
- 普贤阁顶层檐下斗栱
- 普贤阁底层檐下斗栱

### 五龙壁
五龙壁系从他处移至此处。
- 影壁（五龙壁）南面
- 影壁（五龙壁）北面
- 文殊阁（新建）

### 文殊阁（新建）
善化寺文殊阁与普贤阁对称，原建筑已毁，2008年后新建。

## 保护
1961年3月4日，善化寺由国务院公布为第一批全国重点文物保护单位，编号1-88，分类为古建筑及历史纪念建筑物。